# Tomas Njukomen
Tomas Njukomen (engl. Thomas Newcomen; /ˈnjuːkʌmən/; februar 1664 – 5. avgust 1729) bio je engleski izumitelj koji je kreirao atmosfersku mašinu, prvu prakctičnu mašinu koja radi sagorevajući gorivo 1712. godine. On je bio gvožđar po zanatu i baptistički laički propovednik po pozivu. On je rođen u Dartmutu u Devonu u Engleskoj, u trgovačkoj porodici i kršen je u crkvi svetog Spasitelja 28. februara 1664. godine. U to vreme su poplave u rudnicima uglja i kalaja bile glavni problem, i Njukomen se ubrzo uključio u pokušaj poboljšanja načina ispumpavanja vode iz takvih rudnika. Njegovo gvožđarsko preduzeće se specijalizovalo za dizajn, proizvodnju i prodaju alata za rudarsku industriju.

## Verski život
Tomas Njukomen je bio laički propovednik i učitelj u lokalnoj baptističkoj crkvi. Nakon 1710, on je postao pastor lokalne grupe baptista. Njegov otac bio je jedan iz grupe koja je dovela poznatog puritanca Džona Flejvela u Dartmut. Kasnije je jedan od Njukomenovih poslovnih kontakata u Londonu, Edvard Valin, bio još jedan baptistički sveštenik koji je imao veze s poznatim doktorom Džonom Gilom iz Horslidauna, Sadark. Njukomenova veza sa baptističkom crkvom u Bromsgrouvu materijalno je pomogla širenju njegove parne mašine, jer su inženjeri Džonatan Hornblouer (otac i sin) bili uključeni u istu crkvu.

## Razvoj atmosferske mašine
Njukomenovo veliko ostvarenje bila je parna mašina, razvijena oko 1712. godine. Kombinujući ideje Tomasa Sejverija i Denisa Papina, on je stvorio parnu mašinu za potrebe podizanja vode iz rudnika kalaja. Moguće je da je Njukomen već bio upoznat sa Sejverijem, čiji su preci bili trgovci u južnom Devonu. Sejveri je takođe imao postaju kod komesara za bolesne i povređene mornare, što ga je odvelo u Dartmut. Sejveri je osmislio „vatrenu mašinu”, neku vrstu termičkog sifona, u kojoj je para primana u prazan kontejner, a zatim kondenzovana. Tako stvoren vakuum korišten je za usisavanje vode sa dnu okna rudnika. „Vatrena mašina” nije bila veoma efikasna i nije mogla da radi izvan dubine od oko trideset stopa.

## Kasniji život i smrt
Relativno malo se zna o Njukomenovom kasnijem životu. Posle 1715. godine poslovi sa motorima su se obavljali preko neukorporirane kompanije, Vlasnici izuma za podizanje vode vatrom. Njen sekretar i blagajnik bio je Džon Mires, službenik Društva apotekara u Londonu. To društvo je formiralo kompaniju koja je imala monopol na snabdevanje mornarice lekovima pružajući blisku vezu sa Saverijem, čijem testamentu je bio svedok. Komitet vlasnika je takođe uključivao Edvarda Valina, baptistu švedskog poreklai i pastora crkve u Mejz Pondu, Sautvark. Njukomen je umro u Valinovoj kući 1729. i sahranjen je na groblju Banhil Filds na periferiji grada Londona; tačno mesto njegovog groba nije poznato.
Do 1733, Njukomen i drugi su instalirali oko 125 Njukomenovih motora, koji su radili prema Saverijevom patentu (proširenom statutom tako da nije istekao do 1733.), u većini važnih rudarskih okruga Britanije i na evropskom kontinentu: dreniranje rudnika uglja u Crnoj zemlji, Vorikšir i blizu Njukasla na Tajnu; u rudnicima kalaja i bakra u Kornvolu; i u rudnicima olova u Flintširu i Darbiširu, između ostalog.

## Nakon Njukomena
Njukomenov motor je zadržao svoje mesto bez materijalnih promena oko 75 godina, postepeno se šireći na više područja u Velikoj Britaniji i kontinentalnoj Evropi. U početku su korišćeni mesingani cilindri, ali oni su bili skupi i ograničene veličine. Nove tehnike livenja gvožđa koje je pionirski uvela kompanija Koulbrukdejl 1720-ih omogućile su upotrebu većih cilindara, do oko 6 stopa (1,8 m) u prečniku do 1760-ih. Iskustvo je dovelo do bolje konstrukcije i manjih poboljšanja u rasporedu. Njegove mehaničke detalje je mnogo poboljšao Džon Smiton, koji je napravio mnogo velikih motora ovog tipa početkom 1770-ih; njegova poboljšanja su brzo usvojena. Do 1775. godine napravljeno je oko 600 Njukomenovih motora, iako su se mnogi od njih istrošili pre toga, te su napušteni ili zamenjeni.
Njukomenov motor svakako nije bio efikasna mašina, iako je verovatno bio toliko komplikovana koliko su tehnike i materijali iz ranog 18. veka mogli da podrže. Mnogo toplote je gubljeno prilikom kondenzacije pare, jer je to hladilo cilindar. Ovo nije bilo preterano važno u rudniku, gde je bio dostupan sitan ugalj koji nije mogao da se proda, ali je značajno povećalo troškove eksploatacije tamo gde ugalj nije bio lako dostupan, kao u Kornvolu. Njukomenov motor je postepeno zamenjen posle 1775. u oblastima gde je ugalj bio skup (posebno u Kornvolu) motorom poboljšanog dizajna, koji je izumeo Džejms Vat, u kome je para kondenzovana u posebnom kondenzatoru. Vatova parna mašina, potpomognuta boljim inženjerskim tehnikama, uključujući Vilkinsonovu mašinu za bušenje, bila je mnogo štedljivija, omogućavajući Vatu i njegovom partneru Metju Bultonu da prikupe značajne naknade na osnovu ušteđenog goriva.
Vat je kasnije napravio druga poboljšanja, uključujući motor sa dvostrukim dejstvom, gde su i pokreti nagore i nadole bili pogonski. Oni su bili posebno pogodni za pogon tekstilnih mlinova, a mnogi Vatovi motori su bili zaposleni u ovim industrijama. Prvi pokušaji pokretanja mašina pomoću Njukomenovog motora imali su mešoviti uspeh, pošto je jedan takt proizvodio trzajno kretanje, ali upotreba zamajca i bolji inženjering su u velikoj meri prevazišli ove probleme. Do 1800. godine napravljene su stotine rotacionih motora koji nisu bili Vatovi, posebno u kamenolomima i železarama gde nepravilno kretanje nije predstavljalo problem, ali i u tekstilnim postrojenjima.
Uprkos Vatovim poboljšanjima, Komon indžins (kako su tada bili poznati) ostali su u upotrebi dugo vremena, a mnogo više Njukomenovih motora nego Vatovih je napravljeno čak i u periodu Vatovog patenta (do 1800), jer su bili jeftiniji i jednostavniji. komplikovan. Od preko 2.200 motora napravljenih u 18. veku, samo oko 450 su bili Vatovi motori. Elementi Vatovog dizajna, posebno odvojeni kondenzator, ugrađeni su u mnoge „piratske“ motore. Čak i posle 1800. godine motori tipa Njukomen su se i dalje gradili, a kondenzatori su im rutinski dodavani. Takođe su često bivali naknadno ugrađivani u postojeće Njukomenove motore (tzv. kondenzator u loncu za kiseljenje).

## Preživele Njukomenove mašine
Postoje primeri Njukomenovog motora u Muzeju nauke, London, Engleska i Fordovom muzeju, Dirborn, Mičigen, SAD, između ostalih mesta.
Godine 1964, Njukomenovo društvo iz Londona je organizovalo da se Njukomen motor sa Havkesberi Džankšona, Vorikšir prenese u Dartmut, gde se može videti kako radi koristeći hidraulični aranžman umesto parnog kotla. Prema dr Sirilu Buša iz Njukomenovog društva, ovaj Njukomenov memorijalni motor datira iz oko 1725. godine, sa novim ventilom i drugim delovima koji su dodati kasnije.
Verovatno je poslednji motor u Njukomenovom stilu koji se komercijalno koristi, i poslednji koji je još uvek ostao na svom originalnom mestu, nalazi u Elskar Heritidž Centru, blizu Barnslija u Južnom Jorkširu. On je vraćen u radno stanje između 2012. i 2015. godine, i obnovljeni motor je predstavio princ Edvard, grof od Veseksa, u maju 2016. godine. Još jedan Njukomenov motor koji se može videti kako radi je moderna replika motora u Blek Kantri muzeju u Dadliju, Zapadni Midlands. Njukomenov memorijalni motor u Dartmutu se može videti kako se pokreće, ali radi pomoću hidraulike.

## Priznanja
Dana 23. februara 2012. godine Kraljevska pošta je pustila u opticaj marku na kojoj je prikazana Njukomenova atmosferska parna mašina u okviru svoje serije o „istaknutim Britoncima”.

## Napomene
1. ↑  Ovo se obično daje kao 1663 - pogledajte Datumi starog i novog stila

## Literatura
- Jenkins, Rhys (1936). Savery, Newcomen and the Early History of the Steam Engine in The Collected Papers of Rhys Jenkins. Cambridge: Newcomen Society. стр. 48—93.
- Rolt, Lionel Thomas Caswell (1963). Thomas Newcomen. The Prehistory of the Steam Engine. (1 изд.). Dawlish: David & Charles. стр. 158.
- Preston, Eric (2012). Thomas Newcomen of Dartmouth and the Engine that Changed the World. Dartmouth: Dartmouth and Kingswear Society and Dartmouth History Research Group. стр. 60. ISBN 978-1-899011-27-8.
- Rolt, Lionel Thomas Caswell; Allen, John S. (1977). The Steam Engines of Thomas Newcomen (2 изд.). Hartington: Moorland Publishing Company. стр. 160. ISBN 0-903485-42-7.
- Kanefsky, John; John Robey (1980). „Steam Engines in 18th-Century Britain: A Quantitative Assessment”. Technology and Culture. Baltimore: The Johns Hopkins University Press. 21 (2): 161—186. JSTOR 3103337. doi:10.2307/3103337.
- Musson, A. E.; Eric Robinson (1969). Science and Technology in the Industrial Revolution. Manchester: Manchester University Press. стр. 393 (Chpt. XII). ISBN 0-7190-0370-9.
- Lee, Sidney, ур. (1903). Dictionary of National Biography: Index and Epitome. Smith, Elder & Co.
- Rolt, L. T. C.; J. S. Allen (1977). The Steam Engine of Thomas Newcomen. Hartington: Moorland. стр. 160. ISBN 0-88202-171-0.
- Reprint: Rolt, L. T. C.; J. S. Allen (1998). The Steam Engine of Thomas Newcomen. Ashbourne Derbs: Landmark Publishing. стр. 160. ISBN 1-901522-44-X.
- Hulse, David K. (1999). The early development of the steam engine. Leamington Spa, UK: TEE Publishing. ISBN 1-85761-119-5.
- „The Growth of the Steam-Engine II”. Popular Science Monthly. св. 12. децембар 1877. ISSN 0161-7370 — преко Викизворника.

## Spoljašnje veze
- „Newcomen, Thomas”. Речник националне биографије. London: Smith, Elder & Co. 1885.
- Chisholm, Hugh, ур. (1911). „Newcomen, Thomas”.  (на језику: енглески) (11 изд.). Cambridge University Press.